# Подводные лодки проекта 955 «Борей»
Подводные лодки проекта 955 «Борей» (955А «Борей-А») — серия российских стратегических атомных подводных лодок 4-го поколения, вооружённых 16 БРПЛ Р-30 «Булава». В период с 1996 по 2014 годы построено три подводных лодки проекта 955 «Борей». Всего запланировано строительство 12 кораблей (3 «Борей», 7 «Борей-А», 2 «Борей-АМ»), на июль 2025 года построено 8 кораблей (8 в составе флота), 1 в ремонте, 2 строятся, 2 планируются к закладке.

## История создания
Ракетный подводный крейсер стратегического назначения проекта 955 «Борей» был разработан в ЦКБ МТ «Рубин» (Санкт-Петербург), главный  конструктор этого проекта Владимир Анатольевич Здорнов. РПКСН  955 «Борей» создавался, чтобы заменить РПКСН проекта 941 «Акула» (Typhoon по классификации НАТО) и 667БДРМ «Дельфин» (Delta-IV по классификации НАТО). По финансовым соображениям строительство первых трёх кораблей, велось с использованием секций корпусов двух недостроенных и одной утилизированной АПЛ проекта 971 «Щука-Б».
Начиная с конца 1980-х годов, подводная лодка проектировалась как двухвальная ПЛАРБ, аналогичная по конструкции проекту 667БДРМ «Дельфин» с уменьшенной высотой ракетных пусковых шахт под ракетный комплекс «Барк», но после трёх подряд неудачных испытательных запусков «Барка» и неутешительной оценки периода времени, нужного для доработки ракеты, Министерство обороны приняло решение о разработке нового ракетного комплекса Д-19М под твердотопливные баллистические ракеты Р-30 «Булава» (РСМ-56).
По данному проекту подводная лодка с заводским номером 201 была заложена в 1996 году. В 1998 году было принято решение отказаться от ракеты «Барк» в пользу ракеты «Булава» с другими габаритами, что привело к перепроектированию подводной лодки. Начиная с сентября 1998 года началась доработка проекта 955 «Борей» до проекта 09551. Одновременно стало ясно, что подводная лодка не может быть достроена в разумные сроки в условиях недостаточного финансирования, разрушения кооперативных связей с предприятиями-субподрядчиками вследствие распада СССР и, в частности, прекращения поставок металлопроката специальных марок с Запорожского сталелитейного завода.
В 2008 году, на фоне неудачных запусков «Булавы», отдельные эксперты предлагали переоборудовать АПЛ 955 «Борей» под крылатые ракеты.
В 2003 году в ЦКБ МТ «Рубин» начались предпроектные проработки модернизированного РПКСН проекта 955А «Борей-А». Они были основаны на опыте, полученном в процессе строительства и морских испытаний проекта 955 «Борей», под руководством генерального конструктора Владимира Анатольевича Здорнова. C 2007 руководителем проекта 955А «Борей-А» стал главный, позднее генеральный конструктор Сергей Оттович Суханов. 9 ноября 2011 СМИ объявили о подписании контракта между Минобороны России и Объединенной судостроительной корпорацией на постройку 955А «Борей-А» (ЦКБ МТ «Рубин»), главный конструктор этого проекта стал Владимир Алексеевич Чернецов. Сумма контракта на постройку проекта составила 39 млрд рублей.  Подлодки проекта 955А «Борей-А» от базовой модели отличаются ещё более низким уровнем создаваемых кораблями физических полей и, следовательно, повышенной в сравнении с первыми АПЛ 955 «Борей» скрытностью, ещё более совершенными средствами связи, системами обнаружения и управления бортовым вооружением. В них будет дополнительно улучшена обитаемость экипажа и живучесть.
7 ноября 2017 года начальник Генерального штаба Вооружённых Сил Российской Федерации Валерий Герасимов заявил о начале работ по созданию атомных подводных крейсеров с улучшенными характеристиками проекта 955Б «Борей-Б», однако впоследствии от этих планов отказались. В 2018 году СМИ со ссылкой на анонимные источники в Министерстве обороны Российской Федерации сообщали о возможном расширении состава серии в государственной программе вооружений, включая варианты строительства по обновлённому проекту 955Б «Борей-Б», увеличение серии 955А «Борей-А» до 11 или 7 единиц. Однако, официальных заявлений Министерства обороны РФ по поводу увеличения серии строящихся РПКСН сделано не было.
В апреле 2019 года было опубликовано решение о прекращении закладки кораблей типа «Борей-А». Однако, в июне 2019 года на форуме «Армия-2019» было объявлено о подписании контракта Министерства обороны РФ и Объединённой судостроительной корпорации на строительство ещё 2 подводных лодок этого типа в дополнение к уже заложенным, то есть всего в составе ВМФ будет 3 АПЛ 955 «Борей» и 7 АПЛ 955А «Борей-А».
По данным СМИ на 21 февраля 2020 года, принято решение подписать в августе 2020 года на форуме «Армия-2020» контракт на постройку ещё 2 подводных ракетоносцев 955А «Борей-А». По условиям контракта закладка обоих кораблей состоится на верфи «Севмаш» в 2021 году, они будут построены в рамках действующей госпрограммы вооружения до 2027 года. Таким образом, общее число АПЛ проекта 955 «Борей» (3 АПЛ) и 955А «Борей-А» (9 АПЛ) в составе ВМФ России может возрасти до 12 единиц.
3 ноября 2022 года из северной части Белого моря подводная лодка К-553 «Генералиссимус Суворов» в рамках госиспытаний совершила успешный запуск баллистической ракеты по полигону Кура.

## Конструкция

Схема подводной лодки проекта 955.
1, 3 — торпедные аппараты; 2 — главная антенна ГАК; 4 — носовые выдвижные горизонтальные рули; 5 — ПУ СГПД; 6 — торпедозаместительная цистерна; 7 — торпедопогрузочный люк; 8, 44 — дифферентная цистерна; 9 — 1-й (торпедный) отсек; 10, 20 — группы АБ; 11, 41 — аварийный буй; 12 — жилые помещения; 13 — 2-й (командный) отсек; 14 — аппаратные выгородки РЭВ и вспомогательного оборудования; 15 — центральный пост и АСБУ; 16, 32 — цистерны главного балласта; 17 — антенна ГАК; 18 — выгородки общекорабельных систем; 19 — ходовой мостик; 21 — третий отсек радиотехнического вооружения; 22 — шахты БРПЛ; 23, 43 — люки; 24 — БРПЛ «Булава»; 25 — выдвижные устройства; 26 — ракетозаместительные цистерны; 27 — боевые рубки и агрегатные РЭВ; 28 — паропроизводящая установка; 29 — 4-й (ракетный) отсек; 30 — насосная выгородка ППУ; 31 — 5-й (ракетный) отсек; 33 — всплывающая спасательная камера; 34 — главный агрегат паротурбинной установки; 35 — 6-й (реакторный) отсек; 36 — вспомогательный редуктор; 37 — 7-й (турбинный) отсек; 38 — 8-й отсек (вспомогательных механизмов); 39 — баллоны системы ВВД; 40 — гребной вал; 42 — румпельное отделение; 45 — выпускная дюза буксируемой антенны; 46 — водомёт.

Согласно заявлению генерального директора ЦКБ МТ «Рубин» А. А. Дьячкова, ПЛ проекта 955 имеют в 5 раз меньшую шумность, чем ПЛ проектов 971 «Щука-Б» и 949А «Антей». Также было упрощено обслуживание и содержание кораблей.
«Бореи» являются первыми российскими АПЛ, где движение осуществляется при помощи водометного движителя с высокими пропульсивными характеристиками (учитывая довольно большую энергоёмкость, особенно удельную, корабельных реакторов ОК-650В, использование водомётных двигательных установок на надводных и подводных кораблях представляется вполне оправданным). Также, аналогично ПЛ проекта 971 «Щука-Б», ПЛ «Борей» имеют два откидывающихся подруливающих устройства и выдвижные носовые горизонтальные рули с закрылками.
Гидроакустическое вооружение представлено МГК-600Б. «Иртыш-Амфора-Б-055» — это единый комплексированный автоматизированный цифровой ГАК, объединяющий в себе как собственно ГАК (шумопеленгование, эхопеленгование, классификация целей, обнаружение ГА-сигналов, ГА-связь) так и все гидроакустические станции «малой акустики» (измерение толщины льда, измерение скорости звука, поиск мин, поиск полыней и разводий, обнаружение торпед). Ожидается, что по дальности действия данный комплекс превзойдёт ГАК подводных лодок ВМС США класса «Вирджиния».
Подводные лодки проекта оснащены системой спасения — всплывающей спасательной камерой, рассчитанной на весь экипаж. Спасательная камера расположена в корпусе ПЛ позади от пусковых установок БРПЛ. Также ПЛ оснащены спасательными плотами класса КСУ-600Н-4 в количестве 5 шт.

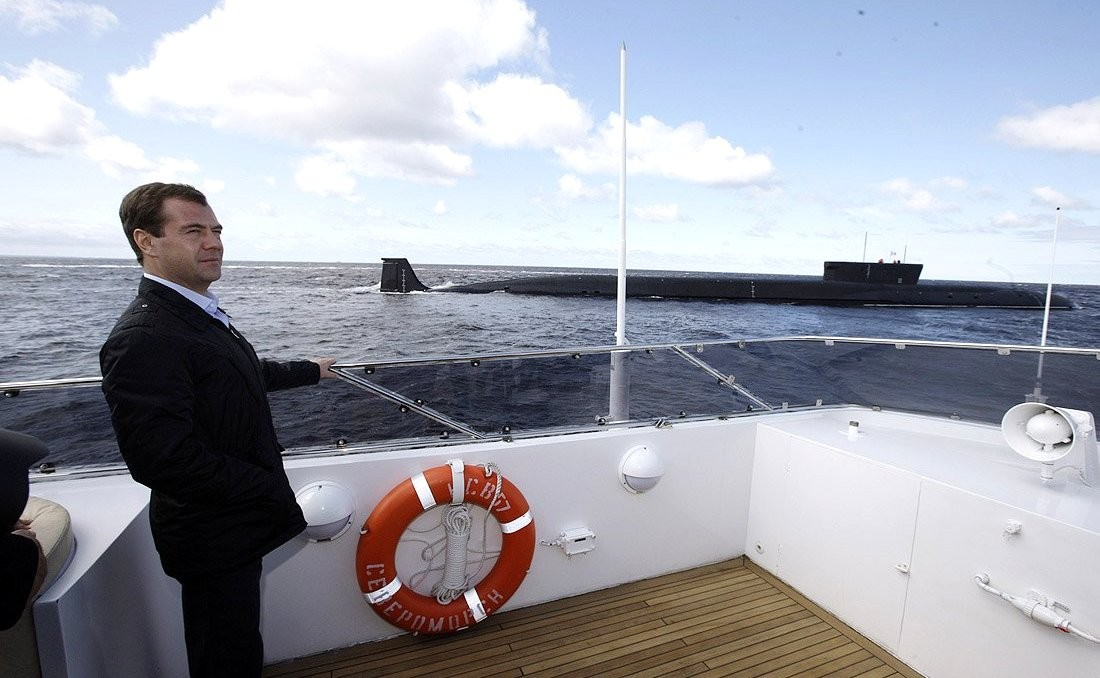
Президент России Д. А. Медведев на фоне подводной лодки «Юрий Долгорукий», 2009 год

### Корпус
Проект имеет двухкорпусную конструкцию. Прочный корпус выполнен, вероятно, из стали с пределом текучести 100 кгс/кв.мм (толщина до 48 мм). Сборка корпуса выполнена блочным методом: оборудование ПЛ установлено внутри корпуса на амортизаторах и в амортизационных блоках, которые являются частью общей конструкционной системы двухкаскадной амортизации (каждый блок изолирован от корпуса резинокордными пневматическими амортизаторами). Носовая оконечность ограждения рубки выполнена с наклоном вперёд из-за особенностей размещения в этом месте одной из станций гидроакустического комплекса. Корпус лодки покрыт резиновым противогидроакустическим покрытием. Вероятно, используются также активные средства снижения шума. Длина АПЛ — 170 м. Максимальное подводное водоизмещение — 24 тысячи тонн. Скорость подводного хода — 29 узлов. Предельная глубина погружения — 480 м. Автономность по провианту — 90 суток. Экипаж — 107 человек (в том числе 55 офицеров).

### Силовая установка
На подлодке «Борей-А» установлен новый ядерный реактор 4-го поколения — КТП-6-185СП мощностью в 200 МВт. Вероятно, с водо-водяным реактором на тепловых нейтронах ВМ-5 или аналогичным, с парогенератором, на АПЛ «Борей» установлен ядерный реактор 3-го поколения ОК-650В мощностью в 190 МВт. Система управления и защиты ППУ — «Алиот». Срок службы ядерного реактора КТП-6-185СП у подлодки «Борей-А» без перезарядки составляет около 25—30 лет, что практически сравнимо со сроком службы (не считая ремонтов) самой подлодки.
Для движения используется одновальная паровая блочная паротурбинная установка ПТУ «Азурит» с ГТЗА ОК-9ВМ или аналогичным, с улучшенной амортизацией, мощностью около 50 000 л. с.
Для улучшения манёвренности ПЛ оснащены двумя подруливающими погружными двухскоростными гребными электродвигателями ПГ-160 мощностью по 410 л. с. (по другим данным — 370 л. с.). Подруливающие устройства расположены в выдвижных колонках в кормовой части ПЛ.

### Оборудование
- БИУС «Округ»
- ГАК МГК-600Б «Иртыш-Амфора-Борей». Дальность обнаружения целей — более 220—230 км. Количество одновременно сопровождаемых гидроакустических целей — не менее 30.
- Носовая конформная пассивно-активная ГАС поиска и атаки, работающая на средних и низких частотах
- Две бортовые конформные антенны большой протяжённости
- Аппаратура обнаружения гидроакустических сигналов работающих гидролокаторов с ГАС обнаружения ГАС противника
- Аппаратура шумопеленгования в низком звуковом диапазоне частот с использованием буксируемой протяжённой антенны
- Аппаратура классификации целей «Аякс-М» с использованием цифровой библиотеки шумов
- ГАС миноискания
- Эхоледомер
- Обнаружитель разводий во льдах
- Обнаружитель полыней во льдах
- Защищённая звукоподводная система передачи тактических данных
- Система РЭБ
- РЛС
- Аппаратура госопознавания
- РЛС госопознавания
- Радиопеленгатор
- Автоматизированная комплексная система управления техническими средствами ПЛА «Булат-Борей»
- Система управления электро-энергетической системой «Луга-Борей»
- Система централизованного электропитания «Косинус-Борей».
- Навигационный инерциальный комплекс
- Система спутниковой навигации
- Автоматизированный комплекс радиосвязи в составе
- Оптическая обзорная ТВ-система (позволяет вести оптическое наблюдение на глубинах до 50—60 м)
- Перископы: командирский и штурманский астронавигационный

### Вооружение

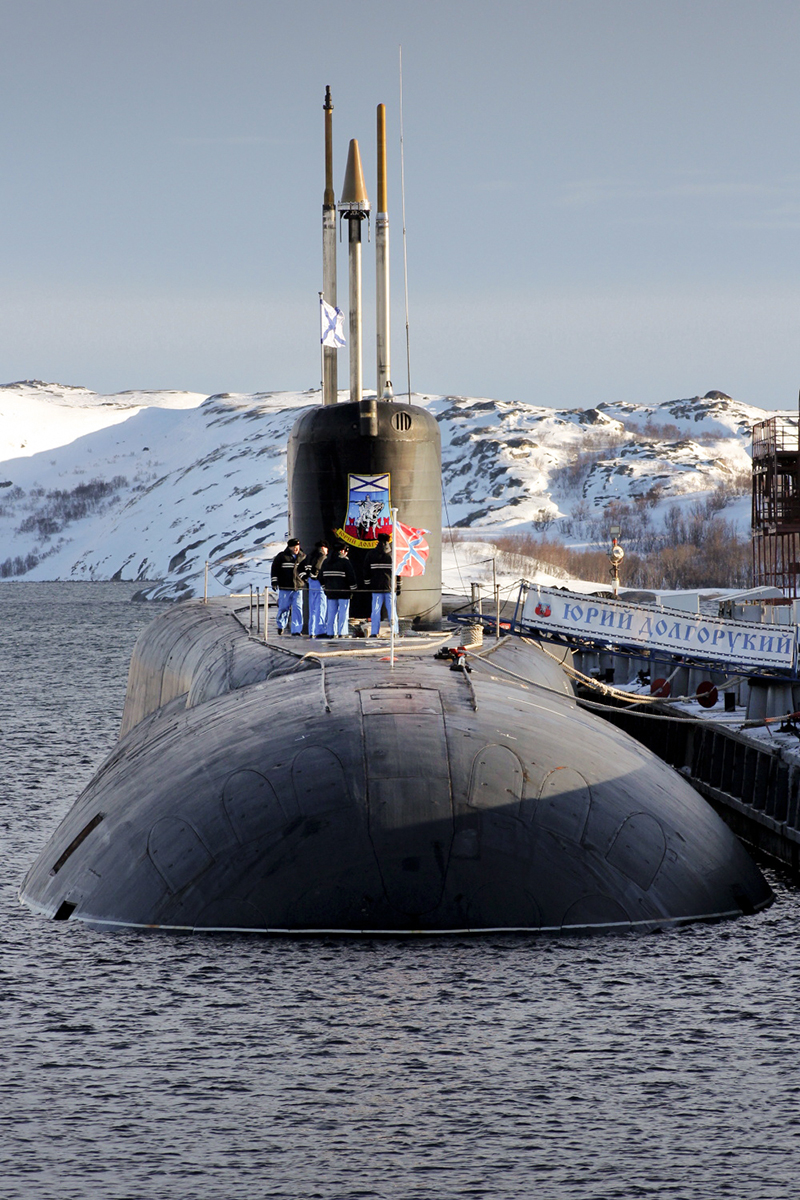
К-535 «Юрий Долгорукий». В центре носовой части виден торпедопогрузочный люк, по бокам от него — крышки аппаратов запуска средств гидроакустического противодействия

Основным вооружением лодок являются 16 баллистических ракет Р-30 «Булава» в вертикальных шахтах, размещённых в два ряда в 4 и 5 отсеках. Крышки ракетных шахт находятся за ограждением выдвижных устройств, в отличие от предыдущих проектов шахты полностью вписаны в обводы лёгкого корпуса, и корабли не имеют выраженного высокого ракетного банкета. Это дополнительно улучшает скорость или скрытность кораблей в зависимости от ситуации. Для самообороны подлодки несут носовые торпедные аппараты 8 ТА «Борей» и 6 ТА «Борей-А» (на фото у «Князь Владимир» проекта «Борей-А» видно, что изменено расположение и уменьшено количество шахт для торпед) калибра 533 мм, оснащённые системой подготовки торпед и управления торпедным огнём «Гринда». Боезапас до 40 торпед, ракет, мин (УСЭТ-80, УГСТ, ракеты комплекса «Водопад» и т. д.). Сверху над торпедными аппаратами находятся шесть пусковых установок средств гидроакустического противодействия «Шлагбаум», в них находятся самоходные имитаторы шумов подводной лодки, служащие для отрыва от слежения за подлодкой.
Первоначально в СМИ ходила информация, что количество ракетных шахт в подлодках проекта 955А «Борей-А» будет увеличено до 20, но 20 февраля 2013 года эта информация была опровергнута. Официальная церемония закладки состоялась 30 июля 2012 года. Вывод из эллинга состоялся 17 ноября 2017 года. Начиная с «Князя Владимира» у проекта 955А «Борей-А» изменена форма корпуса и ракетные шахты полностью вписаны в лёгкий корпус, что улучшило управляемость в подводном положении, а также уменьшило лобовое сопротивление и шумность.

## Модификации

Силуэт проекта 09550 «Борей»

- Проект 955 «Борей-1» — ПЛАРБ под ракетный комплекс Д-31 с 12 БРПЛ Р-31. Начало проектирования — середина 1980-х годов, закрыт в 1989 году.
- Проект 935 «Борей-2» — ПЛАРБ под ракетный комплекс Д-35 с 12 БРПЛ проекта «Вест» — новой малогабаритной ракеты с моноблочной головной частью. Разрабатывался в 1986—1989 годах, закрыт вместе с «Бореем-1».
- Проект 955 / 09550 «Борей» — ПЛАРБ под ракетный комплекс Д-19УТТХ с 12 БРПЛ «Барк». Начало проектирования — конец 1980-х годов (по другим данным — в 1995 году), разработка прекращена в 1998 году. Первая заложенная лодка — К-535 «Юрий Долгорукий» (заводской № 201) — достраивалась по пр.09551.
- Проект 955 / 955(А) / 09551 «Борей» — ПЛАРБ под ракетный комплекс Д-30 с 16 БРПЛ «Булава». При строительстве использовался задел по ПЛА проектов 971 «Щука-Б» и 949А «Антей». Начало перепроектирования — сентябрь 1998 года (завершено в 1999 году).

Силуэт проекта 955А «Борей-А»

- Проект 955А / 955У / 955М / 09552 «Борей-А» — ПЛАРБ, под ракетный комплекс Д-30 с 16 БРПЛ «Булава». По данным СМИ, лодки проекта «Борей-А» будут отличаться от базовой модели более низким уровнем физических полей, соответственно, лучшей скрытностью, более совершенными средствами связи, обнаружения и управлениями вооружением. В них будет улучшены обитаемость экипажа и живучесть. Первоначально в СМИ ходила информация о 20 ракетах «Булава» в лодках этого улучшенного проекта, но позже, она была опровергнута[9]. Задел для первой лодки «Борей-А» готовится на ПО «Северное машиностроительное предприятие» в течение 2009 года, строительство фактически стартовало 22 декабря 2009 года. Официальная закладка 1-й РПКСН «Борей-А» была перенесена Министерством Обороны России на 2010 год. Лодки строятся без использования старых заделов корпусов. Именно на подлодках 955А «Борей-А» будет полностью использован потенциал проекта АПЛ четвертого поколения.
- Проект 955Б «Борей-Б» — проект атомного подводного крейсера с улучшенными характеристиками[13][24]. Проектом предполагалась, в частности, установка нового водомётного движителя и оснащение более совершенным оборудованием. Проект «Борей-Б» был включён в государственную программу вооружений до 2027 года. В соответствии с этим планом ОКР по созданию головного подводного ракетоносца должны были начаться в 2018 году, сдача его флоту после проведения испытаний запланирована на 2026 год. Планировалось построить не менее четырёх единиц[25], однако позднее проект «Борей-Б» был исключён из госпрограммы вооружения на 2018—2027 годы, поскольку проект не отвечал критерию «стоимость — эффективность»[26].
- Проект 955АМ «Борей-АМ» — усовершенствованный проект, по которому планируется построить два последних корабля серии. Закладка предполагается в 2024 году[27].

## Постройка

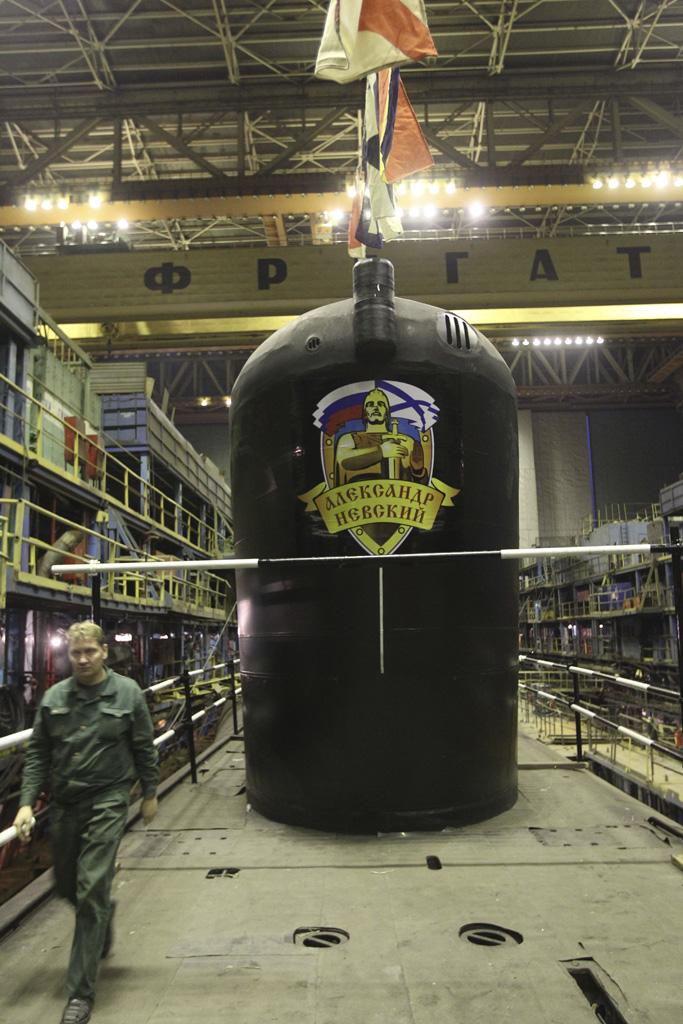
К-550 «Александр Невский» в цехе Севмаша накануне вывода в плавучий док

Первоначально задержки в постройке кораблей серии были связаны с недостаточным финансированием, позже добавилась нехватка квалифицированных производственных рабочих. Кроме того, государственные испытания головного корабля совпали с неудачами у разработчиков основного вооружения — ракетного комплекса «Булава». После того как финансирование вышло на достаточный уровень, а работа самого «Севмаша» вошла в нормальный ритм, задержки всё равно остались, но уже по вине поставщиков второго — третьего уровня, где появившиеся заказы, и соответственно финансирование, только начали решать накопившиеся за годы простоя проблемы.
При строительстве первых трёх РПКСН: «Юрий Долгорукий», «Александр Невский», «Владимир Мономах» были использованы секции недостроенных и разобранных корпусов подводных лодок проекта 971 «Щука-Б»: соответственно К-133 «Рысь», К-137 «Кугуар», К-480 «Ак Барс».
2 ноября 1996 года началось строительство первого головного крейсера этого  проекта — «Юрий Долгорукий». Первоначально спуск на воду планировался в конце 2006 года, однако 19 марта 2006 года степень её технической готовности оценивалась лишь на 60 %. 15 апреля 2007 года подводная лодка была выведена из цеха, а 12 февраля 2008 года спущена на воду, 19 июня 2009 года лодка впервые вышла в море на заводские ходовые испытания. 29 декабря 2012 года — подписан Акт о приёмке Флотом РПКСН К-535 «Юрий Долгорукий». 10 января 2013 года — на лодке был поднят Флаг ВМФ. АПЛ была принята в состав Северного флота.
Второй подводный крейсер (он же первый серийный) «Александр Невский» был заложен 19 марта 2004 года. 6 декабря 2010 года он был спущен на воду. 22 октября 2011 года лодка вышла на ходовые испытания. 2 мая 2012 года «Александр Невский» поставлен в цех № 55 ПО «Севмаш» для проведения подготовительных работ к очередным ходовым испытаниям. 1 октября 2012 года ПЛАРБ «Александр Невский» в Белом море успешно выдержала очередной этап заводских ходовых испытаний, после которого начались государственные испытания. 4 февраля 2013 года в СМИ заявлено, что АПЛ «Александр Невский» прошла госиспытания на 30 %. Первый пуск БРПЛ «Булава» был произведён 6 сентября 2013 года из акватории Белого моря и завершился неудачно. Однако, нареканий к работе самой подводной лодки не было. 8 ноября 2013 года АПЛ «Александр Невский» полностью завершила государственные испытания. 23 декабря 2013 года РПКСН К-550 «Александр Невский» был принят флотом.
19 марта 2006 года, в день столетия подводного флота России, на «Севмаше» прошла церемония закладки третьей атомной подводной лодки — «Владимир Мономах». 30 декабря 2012 года лодку вывели из цеха для последующего спуска на воду. 18 января 2013 года РПКСН вывели из плавучего дока и начали швартовные испытания. 7 июля 2014 года завершились заводские испытания, а 25 июля 2014 года — первый этап государственных испытаний. 19 декабря 2014 года на подводной лодке был поднят Андреевский флаг.

К-549 «Князь Владимир» на испытаниях, видна изменённая форма ракетного банкета

Работы по строительству четвёртой атомной подводной лодки серии на «Севмаше» начались в декабре 2009 года. Крейсер назван «Князь Владимир», хотя первоначально предполагалось назвать «Святитель Николай»). Он был построен в модификации 955А.
Пятая лодка «Князь Олег» и шестая «Генералиссимус Суворов» были заложены соответственно 27 июля и 26 декабря 2014 года по проекту «Борей-А».
18 декабря 2015 года была заложена седьмая лодка серии — К-554 «Император Александр III».
Восьмая лодка серии — К-555 «Князь Пожарский» — была заложена 23 декабря 2016 года.
Девятый и десятый корабли, «Дмитрий Донской» и «Князь Потёмкин», были заложены 23 августа 2021 года на северодвинском заводе «Севмаш».

## Принятие на вооружение и служба
Согласно планам модернизации Российского подводного флота, РПКСН 955 «Борей» станут одним из четырёх типов подводных лодок. АПЛ 955 «Борей» и 955А «Борей-А» призваны стать единственным типом стратегических подводных ракетоносцев на вооружении ВМФ России по меньшей мере до середины XXI века.
Приёмка головного крейсера К-535 «Юрий Долгорукий» состоялась 10 января 2013 года.
По состоянию на 2025 год пять кораблей проектов 955 и 955А входят в состав 25-й дивизии подводных лодок Тихоокеанского флота и базируются на Вилючинск. Ещё два корабля, в том числе головной К-535, находящийся в ремонте, входят в состав 31-й дивизии подводных лодок Северного флота с базированием на Гаджиево, третий «северный» корабль проходит испытания, строительство двух кораблей продолжается.

## Представители
Стратегическим ракетоносцам 4-го поколения присваиваются имена, традиционные для русских боевых кораблей 1-го ранга.
| Наименование                    | Проект       | Зав. № | Закладка             | Спуск на воду | Начало испытаний | Передача ВМФ | Флот | Состояние              | Примечания                                              |
| ------------------------------- | ------------ | ------ | -------------------- | ------------- | ---------------- | ------------ | ---- | ---------------------- | ------------------------------------------------------- |
| К-535 «Юрий Долгорукий»         | 955 (09551)  | 201    | 02.11.1996           | 12.02.2008    | 19.06.2009       | 10.01.2013   | СФ   | В ремонте до 2027 года | В составе 31-й ДиПЛ СФ                                  |
| К-550 «Александр Невский»       | 955          | 202    | 19.03.2004           | 13.12.2010    | 24.10.2011       | 23.12.2013   | ТОФ  | В строю                | В составе 25-й ДиПЛ ТОФ                                 |
| К-551 «Владимир Мономах»        | 955          | 203    | 19.03.2006           | 30.12.2012    | 18.01.2013       | 19.12.2014   | ТОФ  | В строю                | В составе 25-й ДиПЛ ТОФ                                 |
| К-549 «Князь Владимир»          | 955A (09552) | 204    | 30.07.2012           | 17.11.2017    | 28.11.2018       | 12.06.2020   | СФ   | В строю                | В составе 31-й ДиПЛ СФ                                  |
| К-552 «Князь Олег»              | 955A         | 205    | 27.07.2014           | 16.07.2020    | 30.05.2021       | 21.12.2021   | ТОФ  | В строю                | В составе 25-й ДиПЛ ТОФ                                 |
| К-553 «Генералиссимус Суворов»  | 955A         | 206    | 26.12.2014           | 11.01.2022    | 20.07.2022       | 29.12.2022   | ТОФ  | В строю                | В составе 25-й ДиПЛ ТОФ                                 |
| К-554 «Император Александр III» | 955A         | 207    | 18.12.2015           | 29.12.2022    | 06.2023          | 11.12.2023   | ТОФ  | В строю                | В составе 25-й ДиПЛ ТОФ                                 |
| К-555 «Князь Пожарский»         | 955A         | 208    | 23.12.2016           | 03.02.2024    | 28.07.2024       | 24.07.2025   | СФ   | В строю                | В составе 31-й ДиПЛ СФ                                  |
| «Дмитрий Донской»               | 955A         | 209    | 23.08.2021           |               |                  | 2026 (план)  |      | Строится               |                                                         |
| «Князь Потёмкин»                | 955A         | 210    | 23.08.2021           |               |                  | 2027 (план)  |      | Строится               |                                                         |
|                                 | 955AМ        |        | Планируется закладка |               |                  |              |      |                        | Планировался к закладке в 2023 году, затем в 2024 году  |
|                                 | 955AМ        |        | Планируется закладка |               |                  |              |      |                        | Планировался к закладке в 2023 году, затем в 2024 году. |

Цвета таблицы:

Белый — строится или проходит испытания

 Зелёный  — действующий в составе ВМФ

## Сравнительная оценка
|                                         | 941 «Акула»     | «Огайо»         | 667БДРМ «Дельфин» | «Вэнгард»       | «Триумфан»      | 955 «Борей»      |
| --------------------------------------- | --------------- | --------------- | ----------------- | --------------- | --------------- | ---------------- |
| Внешний вид                             |                 |                 |                   |                 |                 |                  |
| Годы постройки                          | 1976—1989       | 1976—1997       | 1981—1992         | 1986—2001       | 1989—2009       | 1996—2031 (план) |
| Годы службы                             | 1981—2013       | 1981—н.в.       | 1984—н.в.         | 1993—н.в.       | 1997—н.в.       | 2013—н.в.        |
| Построено                               | 6               | 18              | 7                 | 4               | 4               | 8                |
| Водоизмещение (т) надводное / подводное | 23 200 / 48 000 | 16 746 / 18 750 | 11 740 / 18 200   | 15 130 / 15 900 | 12 640 / 14 335 | 14 720 / 24 000  |
| Число ракет                             | 20 Р-39         | 24 Трайдент II  | 16 Р-29РМУ2       | 16 Трайдент II  | 16 М51.2        | 16 «Булава»      |
| Забрасываемый вес (кг)                  | 2550            | 2800 — ?        | 2800 — ?          | 2800 — ?        | ?               | 1150             |
| дальность (км)                          | 9300            | 7400 — 11300    | 8300 — 11547      | 7400 — 11300    | 10000           | 9300             |

## Галерея

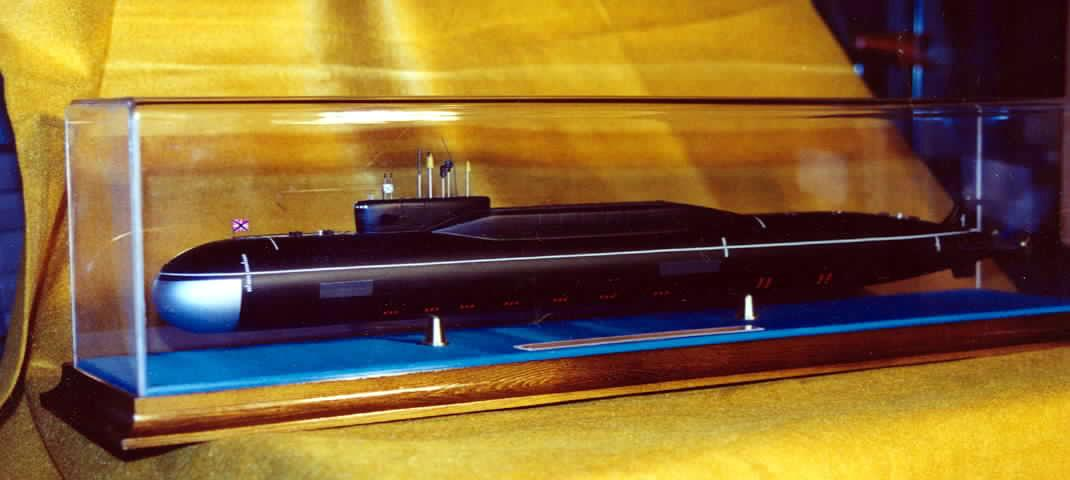
Модель первого варианта «Борея»
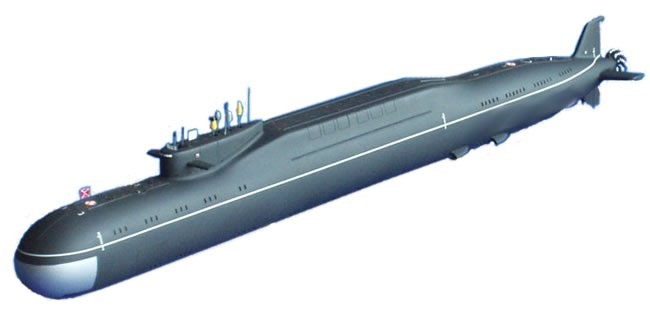
Модель одного из первых вариантов «Борея», видны 12 крышек шахт и гребной винт
Проекция трёхмерной модели позднего варианта.
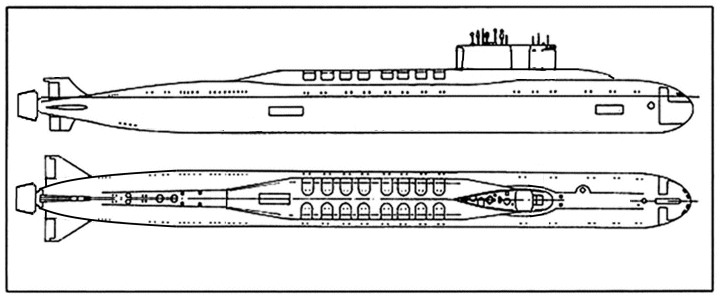
Схема позднего варианта. 16 ракетных шахт, водомёт.
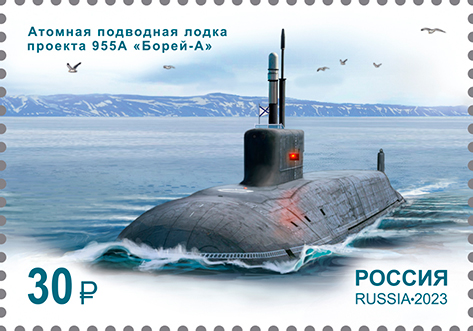
«Борей-А» на почтовой марке России, 2023 год